# Adriano Bassetto
Adriano Bassetto (8. září 1925 Vicenza, Italské království – 12. říjen 1999 Janov, Itálie) byl italský fotbalový útočník. Patřil mezi nejlepší střelce italského fotbalu. V nejvyšší lize odehrál 329 utkání a vstřelil 149 gólů (k tomu je třeba přidat 26 zápasů a 9 gólů ze sezony 1945/46).
Fotbalově vyrůstal ve Vicenze, kde odehrál první zápasy v nejvyšší lize. Po jedné sezoně odešel na sedm let do Sampdorie, kde po dobu své působnosti nastřílel 92 branek při 196 utkání. V roce 1953 odešel střílet branky do Atalanty. Tady hrál čtyři roky a vstřelil 56 branek v nejvyšší lize, což byl do roku 2008 nejvíce v klubové historii. V roce 1957 se vrátil zpět domů do Vicenzi. Ale po jedné sezoně přestoupil do třetiligové Lucchesi. V roce 1963 ukončil kariéru v dresu Ceseny ve věku 38 let.
Za reprezentaci odehrál tři utkání.

## Hráčská statistika
| Sezóna  | Klub      | Liga      | Liga   | Liga | Ligové poháry | Ligové poháry | Ligové poháry | Kontinentální poháry | Kontinentální poháry | Kontinentální poháry | Celkem | Celkem |
| Sezóna  | Klub      | Soutěž    | Zápasy | Góly | Soutěž        | Zápasy        | Góly          | Soutěž               | Zápasy               | Góly                 | Zápasy | Góly   |
| ------- | --------- | --------- | ------ | ---- | ------------- | ------------- | ------------- | -------------------- | -------------------- | -------------------- | ------ | ------ |
| 1945/46 | Vicenza   | 1. divize | 26     | 9    | -             | 0             | 0             | -                    | 0                    | 0                    | 26     | 9      |
| 1946/47 | Sampdoria | Serie A   | 30     | 13   | -             | 0             | 0             | -                    | 0                    | 0                    | 30     | 13     |
| 1947/48 | Sampdoria | Serie A   | 39     | 21   | -             | 0             | 0             | -                    | 0                    | 0                    | 39     | 21     |
| 1948/49 | Sampdoria | Serie A   | 23     | 14   | -             | 0             | 0             | -                    | 0                    | 0                    | 23     | 14     |
| 1949/50 | Sampdoria | Serie A   | 32     | 20   | -             | 0             | 0             | -                    | 0                    | 0                    | 32     | 20     |
| 1950/51 | Sampdoria | Serie A   | 26     | 6    | -             | 0             | 0             | -                    | 0                    | 0                    | 26     | 6      |
| 1951/52 | Sampdoria | Serie A   | 24     | 12   | -             | 0             | 0             | -                    | 0                    | 0                    | 24     | 12     |
| 1952/53 | Sampdoria | Serie A   | 22     | 6    | -             | 0             | 0             | -                    | 0                    | 0                    | 22     | 6      |
| 1953/54 | Atalanta  | Serie A   | 30     | 17   | -             | 0             | 0             | -                    | 0                    | 0                    | 30     | 17     |
| 1954/55 | Atalanta  | Serie A   | 32     | 6    | -             | 0             | 0             | -                    | 0                    | 0                    | 32     | 6      |
| 1955/56 | Atalanta  | Serie A   | 32     | 18   | -             | 0             | 0             | -                    | 0                    | 0                    | 32     | 18     |
| 1956/57 | Atalanta  | Serie A   | 31     | 15   | -             | 0             | 0             | -                    | 0                    | 0                    | 31     | 15     |
| 1957/58 | Vicenza   | Serie A   | 8      | 1    | IP            | 5             | 0             | -                    | 0                    | 0                    | 13     | 1      |
| 1958/59 | Lucchese  | Serie C   | 32     | 17   | -             | 0             | 0             | -                    | 0                    | 0                    | 32     | 17     |
| 1959/60 | Lucchese  | Serie C   | 26     | 15   | -             | 0             | 0             | -                    | 0                    | 0                    | 26     | 15     |
| 1960/61 | Lucchese  | Serie C   | 30     | 11   | -             | 0             | 0             | -                    | 0                    | 0                    | 30     | 11     |
| 1961/62 | Lucchese  | Serie B   | 17     | 3    | -             | 0             | 0             | -                    | 0                    | 0                    | 17     | 3      |
| Celkem  | Celkem    | Celkem    | 462    | 204  | -             | 5             | 0             | -                    | 0                    | 0                    | 467    | 204    |

## Hráčské úspěchy

### Reprezentační
- 1× na MP (1955–1960)